# Церковь Михаила Архангела (Новоживотинное)
Церковь Михаила Архангела — православный храм Воронежской епархии. Расположена в селе Новоживотинное Рамонского района Воронежской области.

## История

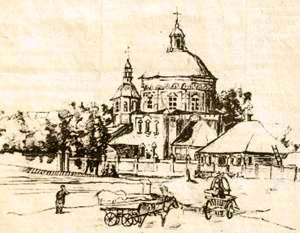
Архангельская церковь в Новоживотинном. Рисунок брата Д. Веневитинова. 1852 год.

До начала XVIII века Новоживотинное было небольшой деревенькой. По благословению святителя Митрофания Воронежского в мае 1703 года деревянную архангельскую церковь перенесли из села Староживотинного в деревню Новоживотинную, заменив имеющуюся здесь небольшую православную часовню. С переводом церкви, Новоживотинное получило статус села. В 1780 году здесь построили каменную Михаилоархангельскую церковь. Это подтверждает грамота, датированная 1762 годом от преосвященного Иоанникия на «исправление сломанного ветром церковного купола». Деревянная церковь была разобрана и продана в село Швырево Землянского уезда. Новый храм был построен на средства помещицы Анны Львовны Веневитиновой в стиле позднего барокко. Церковь была двухпрестольной, главный алтарь был освящён в честь Архангела Михаила. Придельный алтарь был освящён во имя трёх святителей и чудотворцев Московских — Петра, Алексия и Ионы. В отличие от главного алтаря, придел был тёплым и предназначался для зимних богослужений. В середине XIX века на деньги Алексея Владимировича Веневитинова придельный алтарь был перестроен и улучшен. Сохранилось описание, составленное священником из села Чертовицкое Федором Владимировым:
…Колокольня при сей церкви каменного здания со шпилем, выкрытым белою англицкою жестию и со взлащенным крестом. Паперть внутри оштукатурена и покрашена. Пол в оной плитяной, дверь окованная железом…
По данным Справочной книги для духовенства Воронежской Епархии за 1900 год, в штате церкви числился священник Николай Михайлович Скрябин и псаломщик Петр Андреевич Пчелинский. Церковные земли включали в себя 33 десятины. В 1890 году Веневитиновыми была построена церковно-приходская школа.

## Церковь в XX веке
В 1920-х годах церковная утварь была конфискована, а в последующие годы церковь полностью оказалась разграбленной. В 1930-х годах начала работать антирелигиозная пропаганда. В 1931 году жители Новоживотинного и других близлежащих поселков, подписали письмо с требованием закрыть в селе церковь и год спустя Архангельская церковь была превращена в колхозное зернохранилище. С июля 1933 года воронежский завод имени Коминтерна ежегодно организовывал в Новоживотинном пионерский лагерь, который размещался в здании церкви. Храм простоял в селе вплоть до войны, когда был разрушен. Во время хрущевских гонений на церковь церковь была окончательно разобрана по кирпичику.

## Новый храм
В 2004 году началось возрождение храма. По архитектурному проекту Владимира Петровича Шевелева в 2006 году был заложен фундамент и, в основном на пожертвования жителей села, началось строительство новой часовни. Первая божественная литургия состоялась в 2007 году на Пасху. В июле 2011 года в Новоживотинном в шестой раз был проведен благотворительный фестиваль духовной русской песни «Песни Святого лога», задуманный именно для конкретной цели сбора средств на храм. В настоящее время (осень 2011) строительство нового храма продолжается. Возведено само здание храма, установлены кресты, оборудована котельная, приобретена церковная утварь.

## Духовенство
- Настоятель храма - священник Виктор Панин[4]

## Фотографии

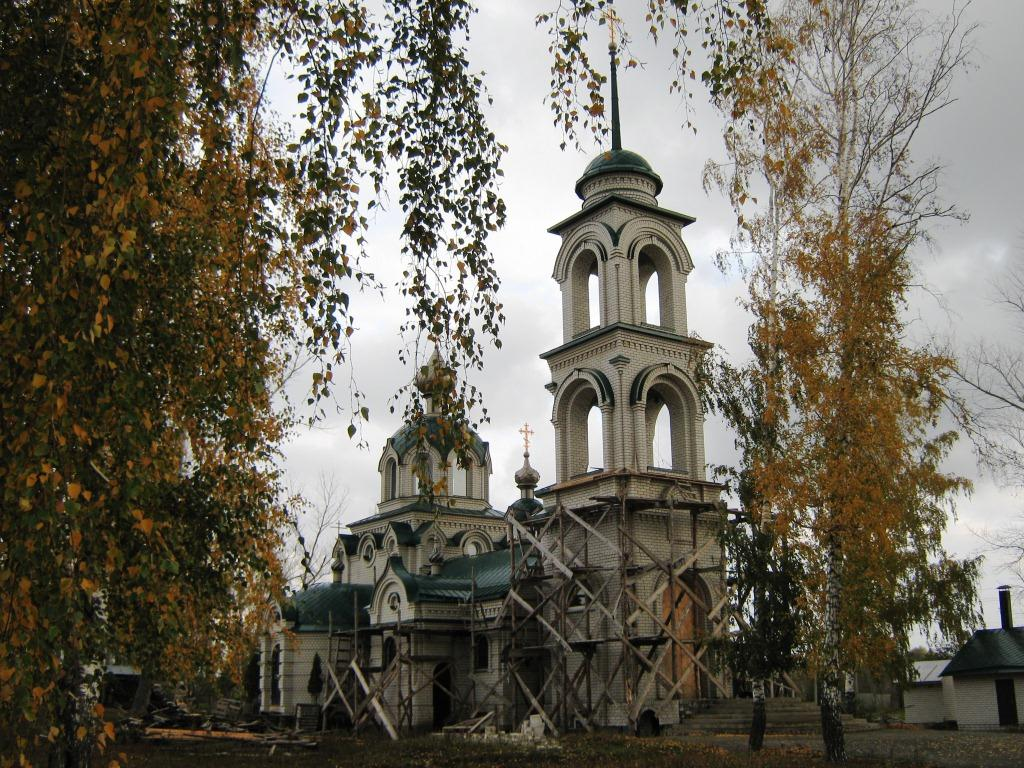
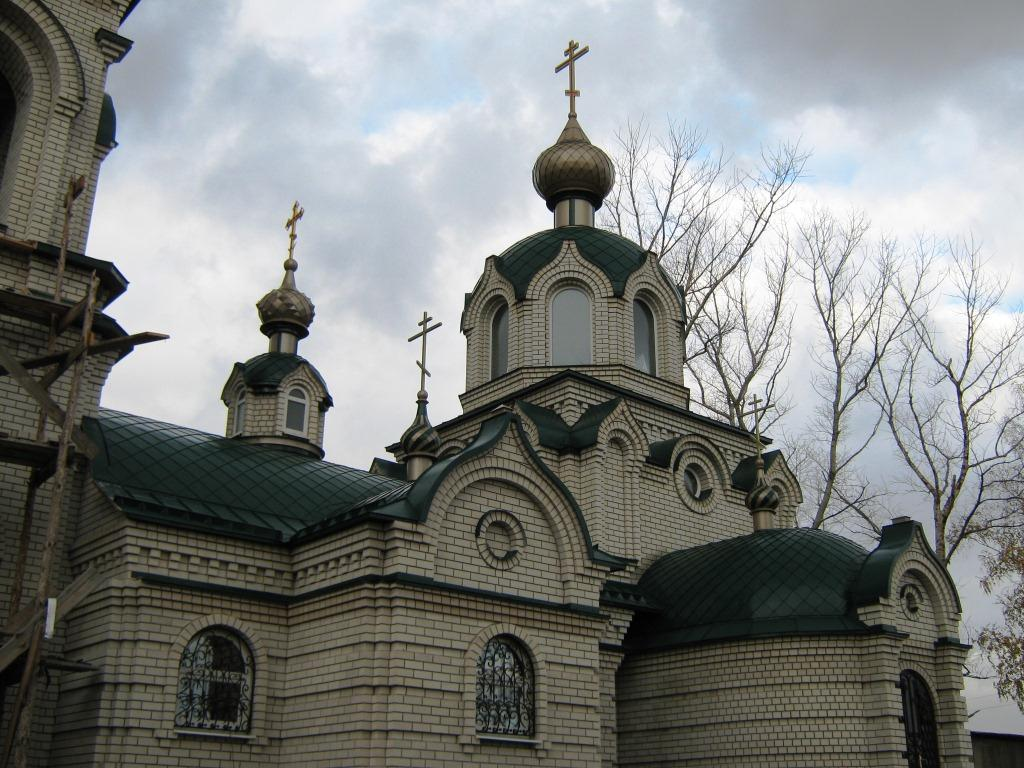
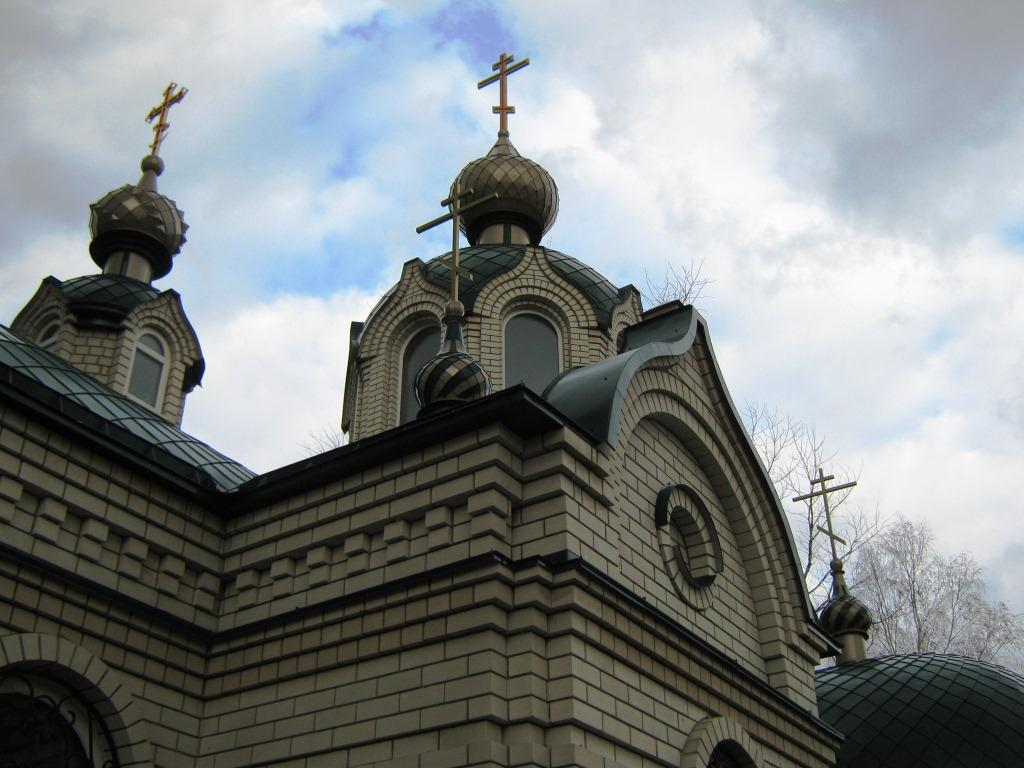